# Erzbistum Bourges
Das Erzbistum Bourges (lateinisch Archidioecesis Bituricensis, französisch Archidiocèse de Bourges) ist ein in Frankreich gelegenes römisch-katholisches Erzbistum mit Sitz in Bourges. Sein heutiges Gebiet entspricht den Departements Indre und Cher.
Das im 3. Jahrhundert begründete Bistum gab am 6. Oktober 1822 Gebiete zur Restitution des Bistums Nevers ab und verlor am 16. Dezember 2002 seinen Status als Metropolitanbistum. Weiterhin im Range eines Erzbistums, ist es nun selbst Suffraganbistum.
Vom Mittelalter bis zum Konkordat von 1801 und zwischen bourbonischer Restauration und den Strukturreformen von 1966 hatte es diese Suffragansitze:
1. Bistum Clermont
2. Bistum Le Puy
3. Bistum Limoges
4. Bistum Saint-Flour
5. Bistum Tulle

Von 1966 bis 2002 hatte die Kirchenprovinz Bourges abschließend diese Struktur:
- Erzbistum Bourges

1. Bistum Blois
2. Bistum Chartres
3. Bistum Clermont
4. Bistum Le Puy
5. Bistum Limoges
6. Bistum Orléans
7. Bistum Saint-Flour
8. Bistum Tulle

## Weblinks

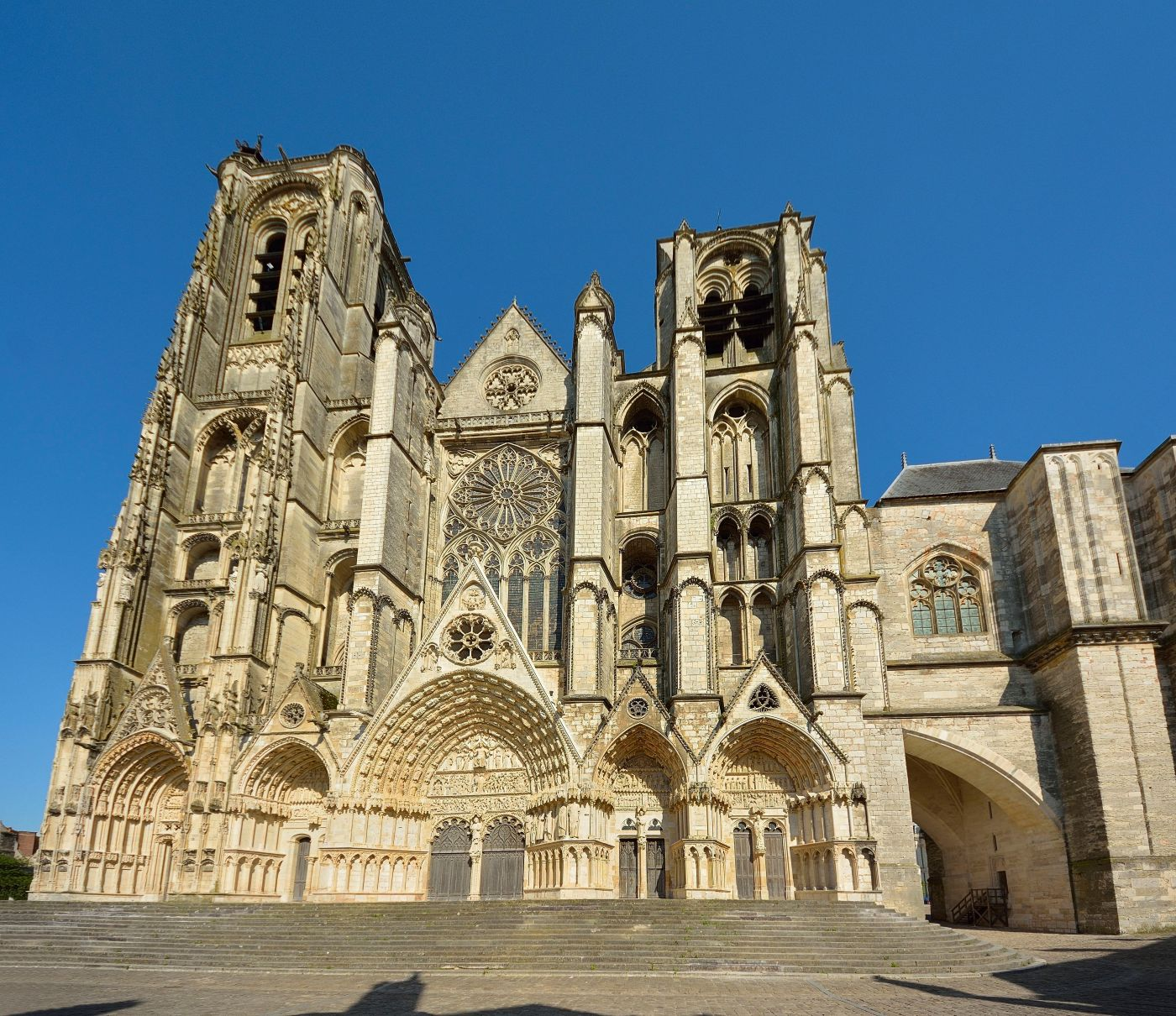
Kathedrale Saint-Étienne in Bourges